# Bataille de Cannanore
La bataille de Cannanore a eu lieu en 1506 au large du port de Cannanore en Inde, entre la flotte indienne du zamorin de Calicut et une flotte portugaise commandée par Lourenço de Almeida, fils du vice-roi Almeida.
La flotte indienne, composée d'environ deux cents navires équipés de canons fabriqués avec l'aide de deux Milanais, était composée d'équipages hindous, arabes et turcs . Cette rencontre s'est soldée par une victoire portugaise. Elle fut suivie par un autre succès portugais au siège de Cannanore en 1507, puis par une défaite portugaise à la bataille de Chaul en 1508 .